# Allan dos Santos Natividade
Allan dos Santos Natividade (nacido el 20 de febrero de 1989) es un futbolista brasileño que se desempeña como defensa.
Jugó para clubes como el MIO Biwako Shiga, Kamatamare Sanuki y Zweigen Kanazawa.

## Trayectoria

### Clubes
| Club              | País  | Año         |
| ----------------- | ----- | ----------- |
| MIO Biwako Shiga  | Japón | 2008 - 2012 |
| Kamatamare Sanuki | Japón | 2013 - 2017 |
| Zweigen Kanazawa  | Japón | 2018 -      |